# Arcipelago dei Chonos
L'Arcipelago dei Chonos (in spagnolo: Archipiélago de los Chonos) è un arcipelago del Cile meridionale, nell'oceano Pacifico. Appartiene alla regione di Aysén e alla provincia di Aisén; le isole sono amministrate dai comuni di Aisén, Cisnes e Guaitecas.

## Geografia
L'arcipelago dei Chonos è formato da 45 isole maggiori e da circa 1000 piccole isole, per una superficie totale di circa 12000 km². Si estende da nord a sud per circa 120 miglia e con una larghezza media (est-ovest) di circa 30/40 miglia. Il profondo canale Moraleda separa l'arcipelago dalla terraferma cilena e dall'isola Magdalena (a est); a nord il golfo del Corcovado lo separa dall'arcipelago di Chiloé. A ovest si affaccia sull'oceano Pacifico. A sud dell'arcipelago si trova la penisola di Taitao.
L'unico centro abitato di tutto l'arcipelago dei Chonos è Melinka, situato sull'isola di Ascensión, nel sottogruppo dell'arcipelago Guaitecas. la cui popolazione contava 1 473 abitanti al censimento del 2012.
Numerosi sono i canali che separano le isole, i maggiori sono: Tuamapu (che separa a nord le isole Guaitecas), King, Ninualac, Darwin, Pulluche e Chacabuco.

### Le isole maggiori
Settore nord:
- Arcipelago Guaitecas
- Tuamapu, all'ingresso occidentale del canale omonimo 44°00′00″S 74°12′06″W.
- Forsyth, alta 396 m, si affaccia sul Pacifico 44°15′56″S 74°18′47″W.
- Level, affacciata anch'essa sul Pacifico, ha una superficie di 257 km²[4] 44°28′20″S 74°21′53″W.
- Izaza, adiacente a Level, a sud-est; ha una superficie di 130 km²[5].
- Concoto, a nord-est 44°08′27″S 73°54′21″W.
- Chaffers, ha una superficie di 185 km²[6], nella sua parte nord-ovest si trova il monte Mayne che misura 624 metri di altezza e nella sua parte orientale un altro senza nome raggiunge i 670 m 44°14′S 73°57′W.
- Rojas, a sud di Chaffers, ha una superficie di 120 km²[7] 44°22′41″S 73°58′13″W.
- Valverde, a est di Chaffers 44°18′28″S 73°48′55″W.
- García, sul lato orientale, verso il canale Moraleda 44°16′S 73°42′W.
- Islas Los Quincheles, gruppo di isole a est di García, nel canale Moraleda.
- Garrao, a sud di García 44°23′23″S 73°42′54″W.
- Tahuenahuec, a sud di Rojas e a nord del canale King; ha una superficie di 136 km²[8]44°29′51″S 74°00′02″W.

Settore centrale:
- Guamblín
- Ipún, isola esterna, a ovest del canale King 44°36′12″S 74°46′00″W.
- Stokes, situata tra Ipún e Benjamin, ha una superficie di 118 km²[9]; il monte Philip è alto 829 m 44°38′57″S 74°32′42″W.
- Rowlett, a sud-est di Stokes; ha una superficie di 137 km²[10]44°47′06″S 74°25′21″W.
- James, situata al centro dell'arcipelago, ha una superficie di 388 km²[11]; il Pico Sullivan è alto 1290 m 44°56′19″S 74°07′34″W..
- Benjamín
- Teresa, a est di James, ha una superficie di 158 km²[12] 44°51′29″S 73°48′51″W.
- Cuptana, situata a est di Benjamin, ha una superficie di 319 km²[13]; nella sua parte centrale il cerro Cuptana, una delle cime più alte dell'arcipelago, supera i 1300 metri di altezza[14] 44°38′05″S 73°41′46″W.
- Tránsito, a sud di Cuptana, ha una superficie di 113 km²[15].

Settore meridionale:
- Kent, a sud dell'imbocco occidentale del canale Ninualac 45°05′56″S 74°22′18″W.
- Melchor
- Dring, a sud di Kent, ha una superficie di 354 km²[16] 45°13′27″S 74°20′00″W.
- Victoria, a sud di Melchor; ha una superficie di 191 km²[17] 45°18′25″S 73°53′53″W.
- Isquiliac, a sud di Dring e a ovest di Victoria, ha una superficie di 185 km²[18] 45°20′40″S 74°22′13″W.
- Italia, isola minore tra Isquiliac e Victoria 45°21′08″S 74°09′52″W.
- Quemada, tra Victoria e Luz.
- Luz, situata tra Quemada e Humos, ha una superficie di 232 km²[19]; il suo monte Vesuvio misura 731 metri d'altezza 45°29′24″S 73°56′10″W.
- Humos, a sud di Luz 45°37′12″S 73°58′04″W.
- Traiguén, si trova a est di Luz e Humos; ha una superficie di 520 km²[20] 45°34′57″S 73°40′01″W.
- Garrido, affiancata a nord-ovest di Rivero e a sud di Isquiliac 45°29′26″S 74°29′07″W.
- Rivero, a sud di Isquiliac, separata dal canale Darwin; ha una superficie di 172 km²[21] 45°41′52″S 74°35′10″W.
- Clemente, a sud-ovest di Rivero, ha una superficie di 172 km²[22] 45°41′52″S 74°35′10″W.
- Tenquehuén, a est di Clemente, delimita a nord-est la baia Anna Pink 45°39′16″S 74°47′26″W.
- Inchemó, si trova al largo a sud-ovest, nella baia Anna Pink 45°47′56″S 74°58′31″W.
- Salas, situata a sud-est di Rivero, da cui la separa il canale Pulluche, ha una superficie di 107 km²[23] 45°45′22″S 74°13′55″W.
- Fitz Roy, separata da Humos dal canale Chacabuco, ha una superficie di 155 km²[24] 45°48′37″S 73°59′15″W.